# Parafia bł. Jerzego Popiełuszki w Plewiskach
Parafia pw. bł. Jerzego Popiełuszki w Plewiskach – parafia rzymskokatolicka znajdująca się w archidiecezji poznańskiej w dekanacie komornickim.